# Simmon Denny
Simon Denny (Auckland, 1982) és un artista neozelandès contemporani establert a Berlín. En aquests últims anys, Denny s'ha ocupat de les zones nebuloses i de la ràpida expansió de la nostra societat tecnològica: les criptomonedes i el protocol 'blockchain’. Així, els seus treballs viatgen des de la ideologia d'un dels més grans productors d'electrònica de consum, fins a l'optimisme impregnat de capital de risc de Silicon Valley; des de l'estil corporatiu de les xerrades TED, fins a l'imaginari dels serveis d'intel·ligència de l'era electrònica, reconstruït a través dels detalls del seu disseny gràfic. Va representar a Nova Zelanda a la Biennal de Venècia (2015) i va ser seleccionat per a la recent Biennal de Berlín (2016).

## Premis i reconeixement
- 2012 finalista en el Premis Walters, Nova Zelanda[1]
- 2012 Premi Baloise a Art Basel per projecte Channel Document[2]
- 2015 va representar Nova Zelanda a la Biennal de Venècia